# Andrew Brunette
Andrew D. Brunette (* 24. August 1973 in Sudbury, Ontario) ist ein ehemaliger kanadischer Eishockeyspieler sowie derzeitiger -trainer und -funktionär, der während seiner aktiven Karriere zwischen 1990 und 2012 unter anderem 1159 Spiele für die Washington Capitals, Nashville Predators, Atlanta Thrashers, Minnesota Wild, Colorado Avalanche und Chicago Blackhawks in der National Hockey League auf der Position des linken Flügelstürmers bestritten hat. Seit Mai 2023 ist er als Cheftrainer der Nashville Predators tätig, nachdem er in dieser Funktion von Oktober 2021 bis Juni 2022 bereits interimsweise die Florida Panthers betreut hatte.

## Karriere
Der 1,85 m große Flügelstürmer begann seine Karriere bei den Owen Sound Platers in der kanadischen Juniorenliga Ontario Hockey League, bevor er beim NHL Entry Draft 1993 als 174. in der siebten Runde von den Washington Capitals ausgewählt (gedraftet) wurde. Für die Sound Platers erzielte der Linksschütze zwischen 1990 und 1993 in 195 Spielen 233 Scorerpunkte, 1993 gewann er die Eddie Powers Memorial Trophy als Topscorer der Liga.
Von den Capitals wurde Brunette zunächst bei den Hampton Roads Admirals in der East Coast Hockey League eingesetzt und wechselte dann in die American Hockey League, wo er für zwei weitere Washington-Farmteams, die Providence Bruins und die Portland Pirates, auf dem Eis stand. Für die Pirates spielte der Kanadier bis 1998, in der Saison 1995/96 wurde er jedoch auch erstmals von den Washington Capitals in den NHL-Kader berufen. Auch in den folgenden Jahren pendelte der Angreifer zwischen Washington und Portland, im NHL Expansion Draft 1998 wurde er jedoch schließlich von den neu gegründeten Nashville Predators ausgewählt. Nach der Spielzeit wechselte Brunette zu den Atlanta Thrashers, für die er zwei Jahre lang spielte und die er dann 2001 in Richtung Minnesota Wild verließ. In den NHL-Playoffs 2003 erreichten die Wild durch ein Tor des Angreifers gegen die Colorado Avalanche das Halbfinale, erst im Conference-Finale scheiterte man an den Mighty Ducks of Anaheim.
Nach dem Lockout in der Saison 2004/05 wurde Andrew Brunette schließlich selbst von den Colorado Avalanche als Free Agent verpflichtet, bei denen er 2006/07 seine bisher beste Saison in der höchsten nordamerikanischen Profiliga spielte. Er erzielte dabei durchschnittlich mehr als einen Scorerpunkt pro Spiel. Am 26. Oktober 2007 erzielte der Kanadier gegen die Calgary Flames seinen 500. Karrierepunkt. Zur Saison 2008/09 kehrte Brunette zu seinem Ex-Club aus Minnesota zurück. Am 1. Juli 2011 unterzeichnete er einen Kontrakt bei den Chicago Blackhawks. Nach der Saison 2011/12 beendete der Stürmer im Alter von 39 Jahren seine aktive Karriere.
Brunette kehrte daraufhin zu den Minnesota Wild zurück und übernahm zunächst für zwei Jahre den Posten als Berater des General Managers Chuck Fletcher. Anschließend fungierte er zwei Jahre als Assistenztrainer unter den Cheftrainern Mike Yeo und John Torchetti, bevor er zur Spielzeit 2016/17 wieder in seine Beratertätigkeit zurückkehrte. Zur Saison 2019/20 verließ er das Franchise schließlich, da er im Juni 2019 als neuer Assistenztrainer von Joel Quenneville bei den Florida Panthers angestellt wurde. Als dieser im Oktober 2021 zurücktrat, wurde Brunette interimsweise zum Cheftrainer ernannt. Obwohl er das Team zum Gewinn der Presidents’ Trophy führte, erhielt er zum Saisonende keinen festen Vertrag in Florida und wurde stattdessen durch Paul Maurice ersetzt. Man bot ihm allerdings an, in anderer Funktion weiterhin für die Panthers tätig zu sein, was sich jedoch nicht erfüllte, da er wenig später als neuer Assistenztrainer bei den New Jersey Devils vorgestellt wurde. Nach einem Jahr bei den Devils verpflichteten ihn die Nashville Predators, sein früherer Arbeitgeber, als neuen Cheftrainer und Nachfolger von John Hynes.

## Erfolge und Auszeichnungen
Als Spieler
| - 1993 Eddie Powers Memorial Trophy - 1993 OHL First All-Star Team - 1993 CHL Second All-Star Team | - 1994 Calder-Cup-Gewinn mit den Portland Pirates - 1995 AHL Second All-Star Team - 1997 Teilnahme am AHL All-Star Classic |

Als Trainer
- 2022 Teilnahme am NHL All-Star Game
- 2022 Gewinn der Presidents’ Trophy mit den Florida Panthers

## Karrierestatistik
(Legende zur Spielerstatistik: Sp oder GP = absolvierte Spiele; T oder G = erzielte Tore; V oder A = erzielte Assists; Pkt oder Pts = erzielte Scorerpunkte; SM oder PIM = erhaltene Strafminuten; +/− = Plus/Minus-Bilanz; PP = erzielte Überzahltore; SH = erzielte Unterzahltore; GW = erzielte Siegtore; 1 Play-downs/Relegation; Kursiv: Statistik nicht vollständig)

### NHL-Trainerstatistik
(Legende zur Trainerstatistik: Sp oder GC = Spiele insgesamt; W oder S = erzielte Siege; L oder N = erzielte Niederlagen; T oder U = erzielte Unentschieden; OTL oder OTN = erzielte Niederlagen nach Overtime oder Shootout; Pts oder Pkt = erzielte Punkte; Pts% oder Pkt% = Punktquote; Win% = Siegquote; Resultat = erreichte Runde in den Play-offs)